# Erick Strickland
Erick Strickland, né le 25 novembre 1973, à Opelika, en Alabama, est un ancien joueur américain de basket-ball. Il évolue aux postes de meneur et d'arrière.

## Palmarès
- Champion NIT 1996
- MVP NIT 1996